# Мирзоева, Мария Моисеевна
Мария Моисеевна Мирзоева (17 августа [29] августа 1896, Тифлис — 15 марта 1982, Москва) — певица, пианистка и музыкальный педагог вокала.

## Биография
В 1916 году окончила Московскую консерваторию по классу фортепьяно с золотой медалью в классе Э. Э. Фрея. Занималась пением у С. Г. Рубинштейн, позднее у Варвары Михайловны Зарудной-Ивановой (1917) (вокальная школа Камилла Эверарди). Концертировала с композитором А. Т. Гречаниновым. В 1928 году выступала как певица во Франции в Париже. С 1931 по 1941 годы давала концерты с камерным певцом А. Л. Доливо — учеником Мазетти. С 1932 года работала преподавателем сольного пения в Московской консерватории.
В 1940 году стала профессором Московской консерватории. Среди её учеников — К. Г. Кадинская (преподаёт вокал в Московской консерватории), А. М. Грачева, П. А. Ульянова, Л. Т. Златова, М. С. Алексеева (преподаёт вокал в Московской консерватории), В. А. Волкова и многие другие. На своих уроках М. М. Мирзоева знакомила учеников с вокальной школой профессора Г. П. Гандольфи (приехал в Россию в 1907 году).
Под редакцией М. М. Мирзоевой изданы: «Избранные арии Генделя» (1961), «Избранные песни Шуберта» (1961), сборник «Народные песни» (1964), сборник «Арии зарубежных композиторов» (1970) и др.

## Награды
- два ордена Трудового Красного Знамени (28.12.1946, 14.10.1966)

## Сочинения
- Выпуск 2 «Вопросы вокальной педагогики» Издательство Музыка, 1964 год. (статьи: Анализ исполняемого вокального произведения; Вокализы)
- Выпуск 7 «Вопросы вокальной педагогики» Издательство Музыка, 1984 год. (статья: А. Л. Доливо — певец и педагог).